# Zuchtmittel
Mit Zuchtmitteln werden Straftaten Jugendlicher oder Heranwachsender geahndet, wenn der Richter eine Jugendstrafe nicht für geboten hält, dem Jugendlichen aber eindringlich zum Bewusstsein gebracht werden muss, dass er für das von ihm begangene Unrecht einzustehen hat.
Zuchtmittel haben nicht die Rechtswirkungen einer Strafe (§ 13 Absatz 3 Jugendgerichtsgesetz (JGG)), sondern sollen ein Teil des zweispurigen Sanktionensystems im JGG, Erziehung statt Strafe und Erziehung durch Strafe, sein.
Zu ihnen gehören: 
- Verwarnungen: Verwarnungen sind dabei eindringliche förmliche Zurechtweisungen mit dem Vorhalt des Unrechts. Zur Ermahnung besteht ausschließlich ein prozessualer Unterschied: Die Verwarnung erfolgt nach dem Urteil.
- Auflagen: Auflagen sind verschärfte Verwarnungen in Form einer möglichst tatbezogenen Sühneleistung. Zu den Auflagen zählen Wiedergutmachung des durch die Tat verursachten Schadens, Entschuldigung beim Verletzten, Erbringung von Arbeitsleistungen[1] und Zahlung eines Geldbetrages zugunsten einer gemeinnützigen Einrichtung.
- Jugendarrest: Jugendarrest ist eine kurzzeitige Freiheitsentziehung mit schuldausgleichendem und erzieherischem Charakter. Man unterteilt ihn in drei Kategorien: Kurzarrest (bis zu 4 zusammenhängende Tage), Freizeitarrest (1–2 Wochenenden) und Dauerarrest (1–4 Wochen).